# Залив Халонг
Залив Халонг (виј. Vịnh Hạ Long) популарно је туристичко одредиште које се налази на североистоку Вијетнама у Јужном кинеском мору, а који је уврштен на УНЕСКО-в списак светске баштине. Налази се у ширем појасу залива Тонкин и административно, острва и залив припадају вијетнамској покрајини Куанг Нинх.
Залив обухвата више од 3.000 острва, острваца, морског стења и пећина. Површина залива је око 1.500 km², а како надземни, тако и подводни свет карактерише високи степен биолошке разноврсности.

## Острва
Халонг значи „ где се змај спустио у море“. Према легенди, острва је формирао велики Халонг змај. Једино стално насељено острво у заливу може се сматрати Туанчау. Овде се налазила и резиденција Хо Ши Мина. У новије време, на овом делу острва, очекује се изградња већег броја одмаралишта.
Катба је највеће острво у заливу Халонг. Око половине острва је 1986. године проглашено у национални парк. Острво има много језера, водопада и пећина, те приобалне коралне гребене.

## Клима
Клима је тропске и влажна, са две сезоне: врелим, влажним летима и хладним сувим зимама. Просечна температура је од 15°C до 25°C. Годишња количина падавина је око 2000-2200 мм. Салинитет воде у заливу износи 31-34,5 ‰ у сувој сезони.
Око 1600 људи живи у џункама, тј. плутајућим кућама у четири рибарска села: Киаван, Баханг, Конгтау и Вонгвенг.

## Занимљивости
Залив Халонг је наведен као део Светске баштине УНЕСКО-а 1994. године. У Заливу је снимљено више играних филмове, а најпознатији је о Џејмсу Бонду „ Сутра не умире никад" (енгл. Tomorrow Never Dies).

## Галерија
- Поглед на залив са брода
- Џунка (плутајућа кућа)
- Рибарско село
- Стеновита острва залива